# Kapitaal (economie)
Kapitaal is, in de definitie van Adam Smith, bezit dat gebruikt wordt om een inkomen te verwerven.
In de economische wetenschappen wordt het woord in verschillende betekenissen gebruikt, die alle raakvlakken hebben met Smiths definitie. De belangrijkste daarvan zijn:
- Financieel kapitaal
- Aandelenkapitaal
- Kapitaal is het totaal van kapitaalgoederen in een maatschappij. Kapitaalgoederen (of productiegoederen) zijn goederen die gebruikt worden om andere goederen te produceren. Hiervoor wordt ook wel de term productiemiddelen gebruikt. Wanneer het over de 'productiefactor kapitaal' gaat, wordt meestal dit kapitaalbegrip bedoeld. Dit is 'concreet kapitaal'.
- Kapitaal is de geldswaarde van de kapitaalgoederen in de maatschappij. Waar het concrete kapitaalbegrip betrekking heeft op een in principe heterogene groep goederen, is hier het begrip homogeen gemaakt door de verschillende goederen te vermenigvuldigen met hun respectieve prijzen. Men spreekt dan wel van 'abstract kapitaal': een beschikkingsmacht die reeds belichaamd kan zijn in machines e.d., maar die ook nog in de geldvorm kan bestaan.
- Kapitaal is een productieverhouding. De nadruk wordt gelegd op de beschikkingsmacht, al dan niet in geld uitgedrukt. Bij sommige klassieke economen en bij Marx wordt het kapitaal niet slechts beschouwd als een hoeveelheid productiemiddelen, of de geldswaarde ervan, maar wordt tot het kapitaal ook het loonfonds gerekend. Wat hierboven als concreet kapitaal wordt aangeduid heet bij Marx 'constant kapitaal'; het loonfonds heet 'variabel kapitaal'.
Het kapitaal is in privébezit en wordt uitsluitend aangewend om zo veel mogelijk winst te maken. Het kapitalistische stelsel wordt geregeerd door de macht van dit kapitaal.
- Kapitaal is het totaal van de kapitaalgoederen waarin het vermogen van een onderneming is vastgelegd (en soms: het vermogen van die onderneming zelf. Zie: kapitaal (bedrijfseconomie).

## Kapitaal als productiefactor
Kapitaal is een afgeleide productiefactor. Arbeid en land worden de oorspronkelijke of primaire productiefactoren genoemd. De eerste menselijke arbeidsprocessen bestonden uit de directe aanwending van arbeid in de omringende natuur (grond). De eerste primitieve werktuigen waren ook rechtstreeks aan de natuur ontleend: stokken, stenen, etc. Toen de mens meer geavanceerde bijlen en speren ging maken, tenten en huizen ging bouwen, etc. ontstonden de eerste productiemiddelen. Om die productiemiddelen te maken moesten de mensen gedurende enige tijd afzien van consumptie, in de hoop daarna des te meer consumptiegoederen te kunnen vergaren. Een voorbeeld: het maken van een visnet kost een primitieve visser enkele dagen, maar daarna kan hij veel meer vis vangen dan zonder net. Met arbeid en natuurproducten (primaire productiefactoren) maakt de visser een net (een kapitaalgoed en een afgeleide productiefactor).
Van kapitaal is in de (wetenschappelijke) literatuur voor het eerst sprake in de tijd van het zich ontwikkelende handelskapitalisme. Dan verstaat men er meestal een geldsom onder, die vastgelegd wordt in goederen, die (vervolgens meestal vervoerd worden en) later met winst worden verkocht. Met de industriële revolutie krijgt het kapitaal in de literatuur zijn huidige betekenis.
Nog steeds kan kapitaal alleen worden voortgebracht als niet alle arbeid aangewend moet worden voor de onmiddellijke reproductie, dat is de productie van eerste levensbehoeften van de arbeider en zijn gezin. Dit geldt in kleine ondernemingen, maar dit geldt op veel grotere schaal in de Derde Wereld, waar de hoeveelheid beschikbare primaire productiefactoren vaak niet toereikend is om de bevolking in een bepaald gebied in stand te houden.
Overigens wordt al in de klassieke economische theorie de grond tot het kapitaal gerekend. Het kapitaal als geldsom dat eigendom is van de kapitaalbezitter kan, in die constructie, evengoed vastgelegd worden in productiemiddelen (kapitaalgoederen) als in grond.

### Beloning van de productiefactor kapitaal
De beloning van de productiefactor kapitaal wordt intrest of rente genoemd. De intrest wordt meestal uitgedrukt in een percentage, wat alleen kan als het kapitaal in geld wordt uitgedrukt. De verklaring van de hoogte van de intrest is een van de grote vraagstukken die in de economische wetenschap aan de orde zijn.

## Marxistische definitie
De definitie van kapitaal in de marxistische economie wijkt op drie manieren af van die als productiefactor. Ten eerste is de loonsom bij het kapitaal inbegrepen, zodat het kapitaal in het marxistische model van productie in twee delen uiteenvalt: constant kapitaal, dat bestaat uit kapitaalgoederen en grondstoffen, hulpstoffen, etc., en variabel kapitaal, de loonsom, zo geheten omdat het meerwaarde produceert.

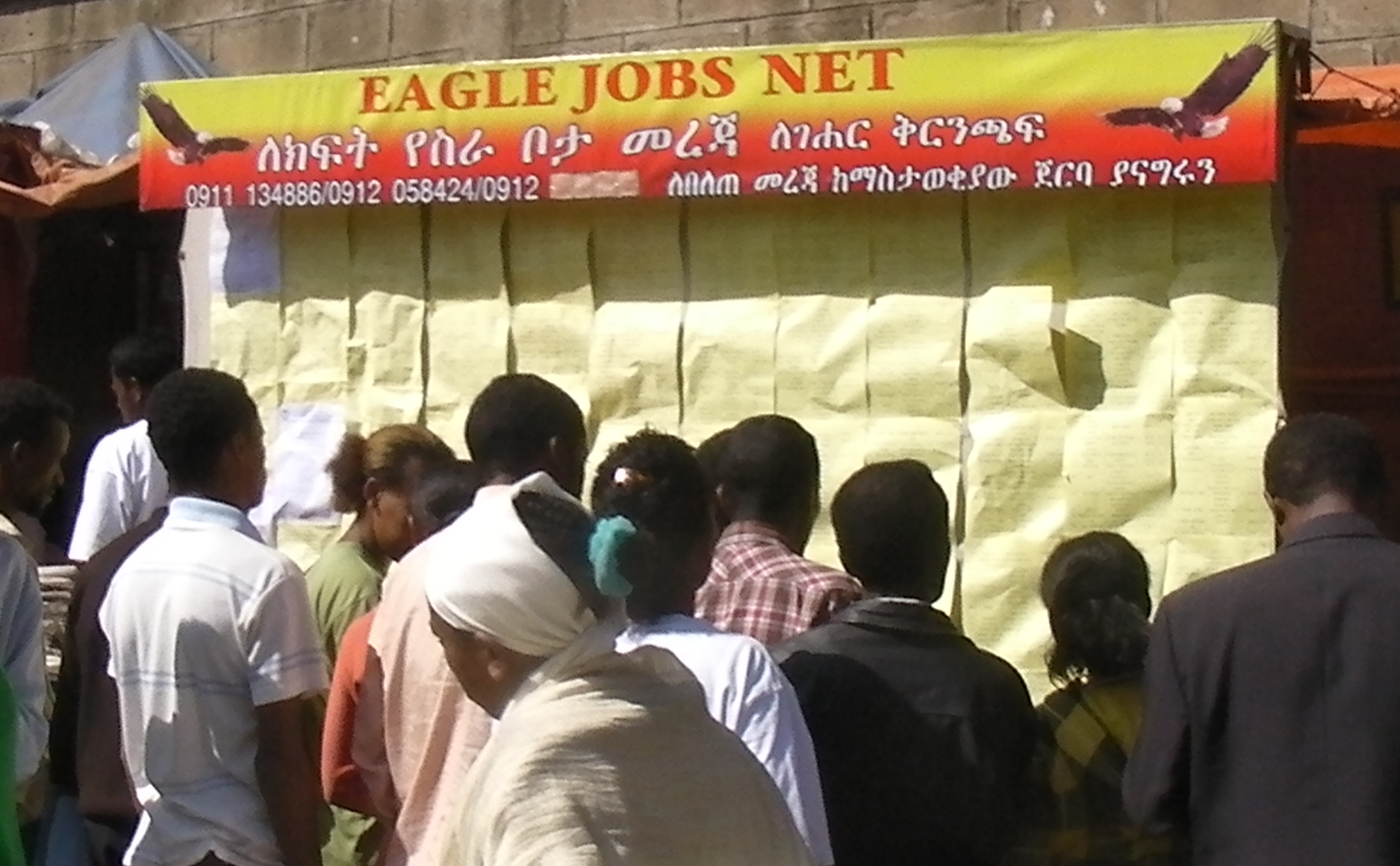
"Het kapitaal ontstaat slechts daar, waar de bezitter van productie- en bestaansmiddelen de vrije arbeider op de markt aantreft als verkoper van zijn arbeidskracht; deze ene historische voorwaarde omvat een wereldgeschiedenis. Het verschijnen van het kapitaal kondigt derhalve een nieuw tijdperk aan in het maatschappelijk productieproces." — Het Kapitaal, deel I, hoofdstuk 4.

Ten tweede is de marxistische definitie van kapitaal dynamisch, terwijl de gebruikelijke definitie statisch is. Kapitaal is waarde in circulatie, op zoek naar meerwaarde; dit verklaart waarom een op kapitaal gebaseerde economie gericht is op groei. Tijdens de circulatie verandert kapitaal meerdere malen van vorm, zoals samengevat in Marx' kringloopformule
G – W {A, Pm} ... P ... W' – G'
Deze formule drukt uit dat kapitaal begint als geldkapitaal G, waarvoor warenkapitaal W bestaande uit arbeidskracht A en productiemiddelen Pm worden gekocht. Daarmee wordt productie aangevat, die een nieuw, waardevoller warenkapitaal W' (het product) oplevert, dat te gelde moet worden gemaakt om een groter geldkapitaal G' op te leveren. De puntjes om P heen, duiden aan dat het productieproces niet bij de kringloop als zodanig behoort, een aanzienlijke hoeveelheid tijd kost, en risico's oplevert. Stokt de kringloop vóór de productie, dan blijven productiemiddelen ongebruikt. Stokt hij na de productie, dan blijven goederen onverkocht liggen (overproductie). Gebeuren beiden bij een groot aantal firma's tegelijk, dan ontstaat een crisis. In beide gevallen wordt het geïnvesteerde vermogen niet langer als kapitaal beschouwd.
Ten derde wordt kapitaal als een maatschappelijke verhouding beschouwd. Aangezien kapitaal arbeidskracht nodig heeft om meerwaarde te produceren (zie arbeidswaardeleer), bestaat kapitaal alleen daar, waar het eigendomsrecht maakt dat de meerwaarde aan de kapitaalbezitter toekomt in plaats van aan degene die de arbeidskracht levert.

## Kapitaalvorming
Kapitaalaccumulatie of kapitaalvorming is de toename van kapitaal door investeringen. Behaalde winsten uit de bedrijfsvoering wordt hierbij door de eigenaar niet gebruikt voor de eigen consumptie, maar voor de financiering van de groei van de onderneming.
Bij het investeren heeft een ondernemer twee mogelijkheden. Hij kan zodanig investeren dat er meer arbeid nodig is, maar hij kan ook proberen arbeidskrachten te vervangen door machines. In het eerste geval kan er meer werkgelegenheid ontstaan en in het tweede geval, de zogenaamde diepte-investeringen, zullen er mensen op straat komen te staan.

## Kapitaalintensiteit
De verhouding tussen de ingeschakelde hoeveelheid kapitaal en de ingeschakelde hoeveelheid arbeid in het productieproces noemt men de kapitaalintensiteit:
als we de hoeveelheid kapitaal aanduiden met K
en de hoeveelheid arbeid met L,
geldt dat de kapitaalintensiteit   =     K / L.
Een bedrijf of bedrijfstak is kapitaalintensief als deze ten opzichte van andere bedrijven of bedrijfstakken per werknemer meer investeert in kapitaalgoederen. Kapitaalintensief en kapitaalextensief (het tegendeel van kapitaalintensief) zijn dus relatieve begrippen. Het kan alleen zinvol worden gebruikt wanneer een bedrijf of een bedrijfstak vergeleken wordt met een ander bedrijf of een andere bedrijfstak of het gemiddelde van (alle) andere bedrijven. Het kan ook gebruikt worden om de gemiddelde kapitaalintensiteit in één land uit te drukken ten opzichte van een ander land. Ten slotte kan het gebruikt worden om de kapitaalintensiteit in één periode te vergelijken met een andere periode.